# Saint-Martin-d'Uriage
Saint-Martin-d'Uriage is een gemeente in het Franse departement Isère (regio Auvergne-Rhône-Alpes). De plaats maakt deel uit van het arrondissement Grenoble. Saint-Martin-d'Uriage telde op 1 januari 2022 5.512 inwoners. 

## Geografie
De oppervlakte van Saint-Martin-d'Uriage bedroeg op 1 januari 2022 29,69 vierkante kilometer; de bevolkingsdichtheid was toen 185,7 inwoners per km².

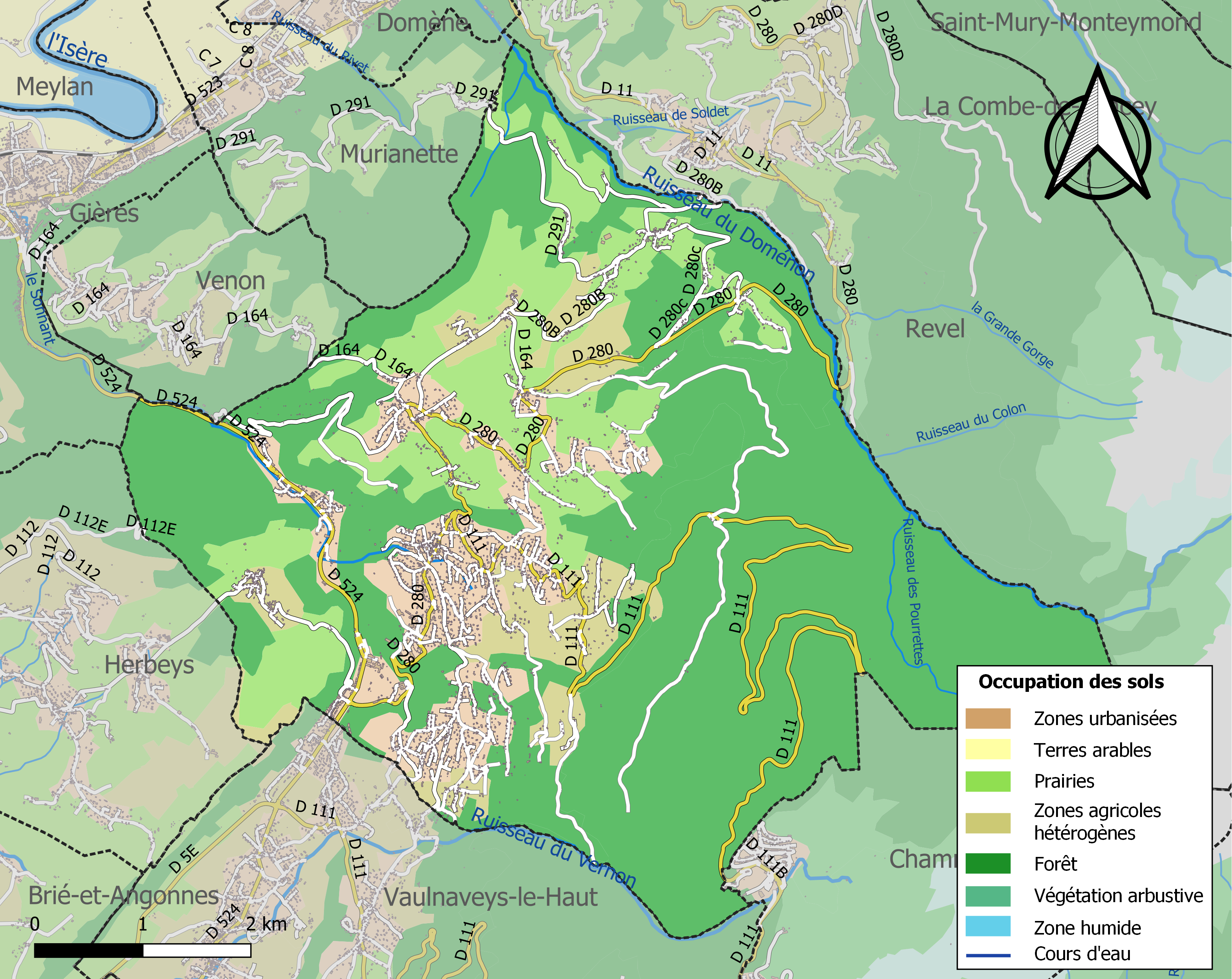
Kaart van de gemeente met de belangrijkste infrastructuur, bodemgebruik en omliggende gemeenten

## Demografie
Onderstaande figuur toont het verloop van het inwonertal (bron: INSEE-tellingen).